# ایگلسینته

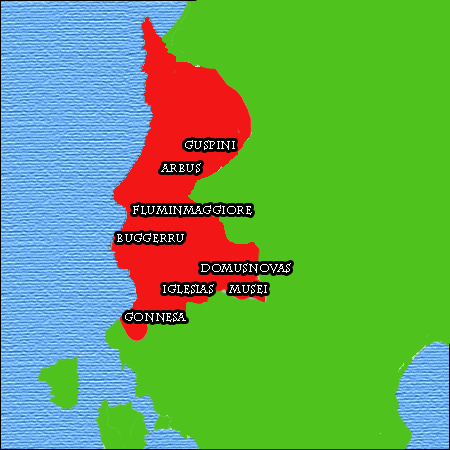
ایگلسینته

ایگلسینته بخشی سنتی و جغرافیایی در ساردینیا، ایتالیا است. استان شمالی کاربونیا-ایگلسیاس و جنوب غربی استان مدیو کامپیدانو را در بر می‌گرد و مرکز اصلی آن ایگلزیاس است.
ساکنان این منطقه به زبان‌های ایتالیایی و ساردنیایی (کامپیدانی) سخن می‌گویند.